# サッカーロシア代表
サッカーロシア代表（サッカーロシアだいひょう、ロシア語:Сборна России по футболу）は、ロシアサッカー連合（RFU）によって構成されるロシアのサッカーのナショナルチームである。ホームスタジアムは、首都モスクワにあるルジニキ・スタジアム。

## 歴史

### 帝政ロシア時代

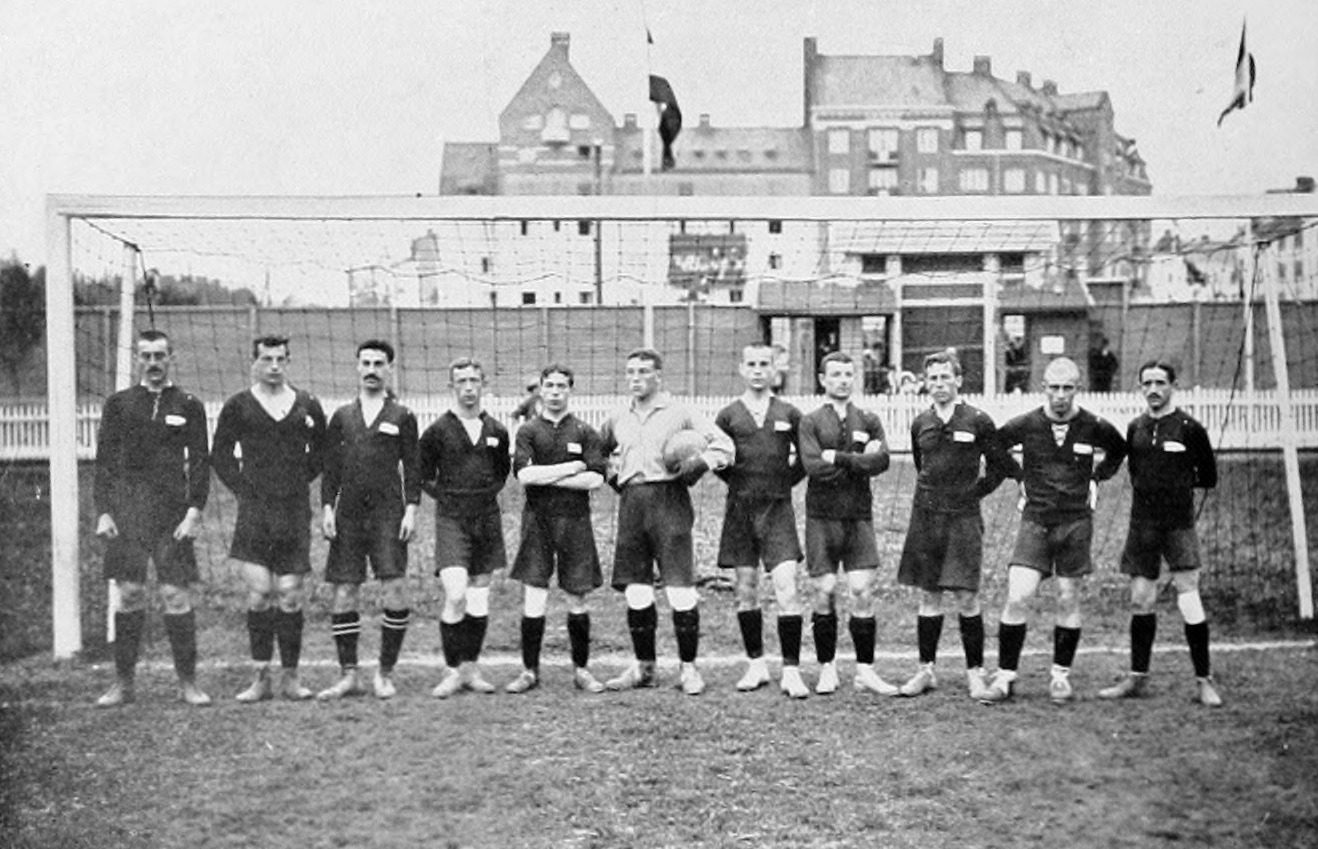
1912年ストックホルム五輪でのロシア代表

ロシアでは、帝政ロシアの時代に既にナショナルチームが結成されている。1912年ストックホルムオリンピックにおけるサッカー競技がロシア代表初の国際大会であり、この大会でのフィンランド戦が、ロシア初の国際試合である。
帝政ロシアの時代においては、ロシア代表が9試合行った記録が残っている。帝政ロシアとして最後の試合は1914年12月7日に行われたノルウェー戦で、1-1のドローであった。この後、この地域のナショナルチームの活動は、第一次世界大戦とロシア革命、それに続く混乱のため、ナショナルチームを結成できない状態が続いた。サッカーソビエト連邦代表が新たに編成されるのは1923年を待たなければならない。この1923年から1992年までは「ロシア代表」の名前は消え、この地域を代表するナショナルチームとしてサッカーソビエト連邦代表が編成され国際大会に参加していた。

### 新生ロシア時代
1991年12月25日のソビエト連邦の崩壊後、ロシアサッカー連合が旧ソ連のサッカー協会を継承した。ただし、登録期間の締切などの問題もありユーロ92と同年のバルセロナオリンピックには、旧ソ連15共和国で独立国家共同体代表（CIS代表）を編成して参加している。旧ソ連・CIS代表チームの選手は、それぞれ独立した各国代表チームに分かれたが、最終的に所属する代表チームを選択するまでの猶予期間が与えられており、この間に別の代表チームで活動していた選手も多かった。そのため、初期のロシア代表メンバーにはユース年代から数えて旧ソ連・CIS時代を含む4つの代表チームでの活動実績を有する選手もいた。これらの選手は1994年アメリカワールドカップ出場のためにロシア代表を選択したとされる。
新生ロシア代表としての最初の国際試合は、1992年8月16日に行われたメキシコとの親善試合だった。一方、ソ連からロシアへの移行後は国内の経済的混乱もあり、目立った成績を残せなかった。1994年アメリカワールドカップでは、グループB初戦のブラジル戦と次のスウェーデン戦に敗れ、第3戦のカメルーン戦に6-1で大勝したもののグループ3位で敗退した。カメルーン戦で5得点を挙げたオレグ・サレンコは結局、ブルガリアのフリスト・ストイチコフとともに大会得点王（6得点）に輝いた。
2002年日韓ワールドカップではグループリーグ1位通過と予想する声があったが、1勝2敗で敗退して国民の期待を裏切った。ユーロ2004出場の際、代表の勝利を願い選手の妻やガールフレンド9人がロシアの新聞でヌードになる（しかし、胸や局部などは選手の写真プレートで隠している。）という企画が話題となったが、ギリシャに勝利のみの1勝2敗でグループリーグ敗退という結果に終わった。
2006年4月10日、PSV及びオーストラリア代表を率いているフース・ヒディンクがドイツワールドカップ終了後に新たにロシア代表監督に就任することが発表された。ロシア代表にとって初の外国人監督のもと始動したUEFA EURO2008予選では、イングランドやクロアチアなどと同居するグループEとなったが、最終節でイングランドを上回る2位となり、本選出場のチケットを手に入れた。
ちなみに、この予選の際にクロアチアに対し、イングランドを倒したらスパルタク・モスクワのオーナーである富豪がベンツ4台を送るという申し出があった。そして最終節でクロアチアはイングランドに2-3で逆転勝利。ロシアもアンドラに勝利して本大会出場が決定し、富豪はベンツを送るという公約を守りクロアチア協会に近いうちに送られたという。

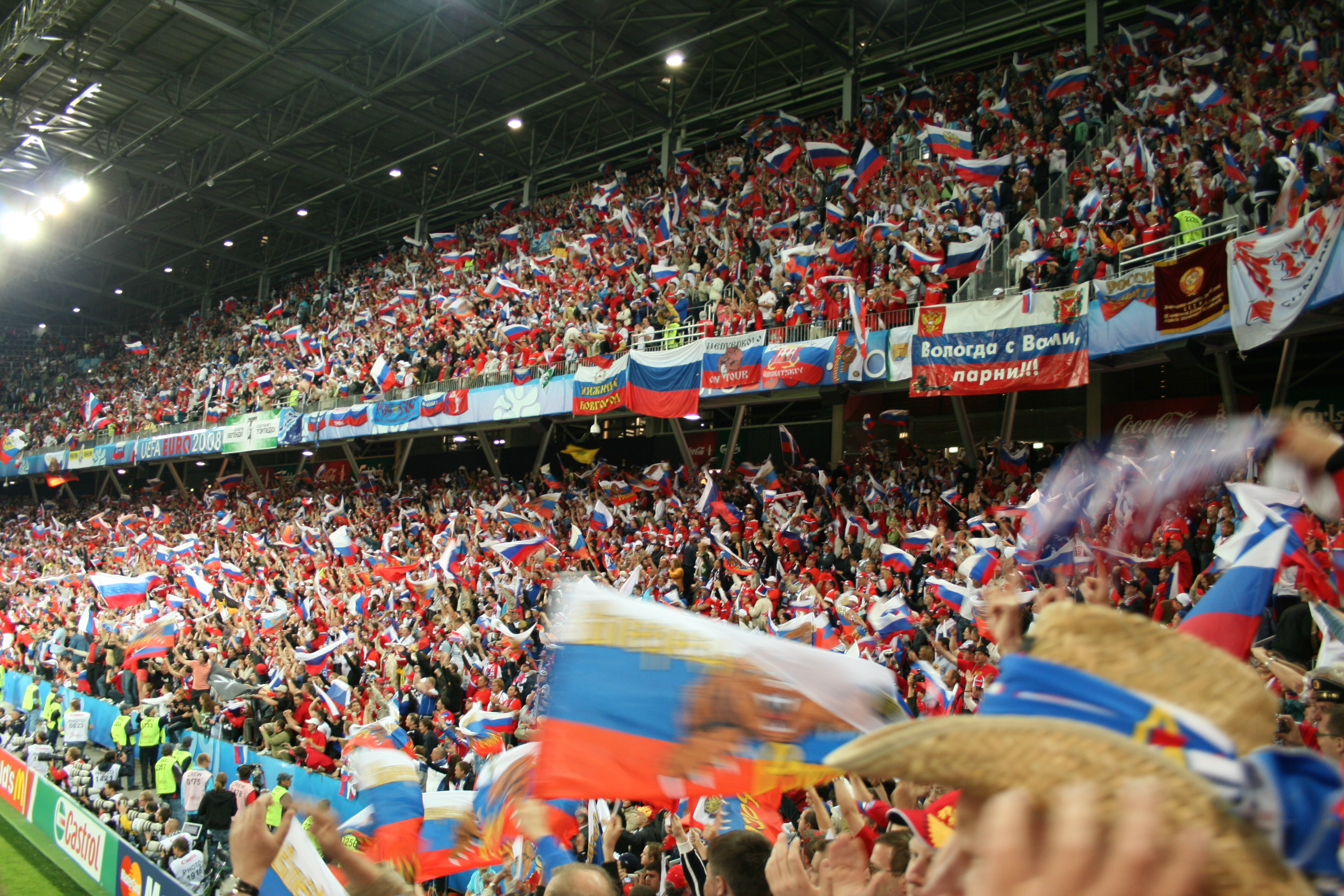
UEFA EURO 2008でのロシア代表のサポーター

EURO2008本選ではギリシャ、スペイン、スウェーデンと同組のグループDとなる。初戦のスペイン戦では1-4と大敗し厳しいスタートとなるも、続く前回王者のギリシャとの戦いでは1-0と勝利し、最終節のスウェーデン戦でも2-0で勝利を収め、決勝トーナメント進出を果たした。準々決勝では、死のグループを全勝で突破したオランダを3-1で破り、準決勝に進出する。準決勝では再び相対したスペインに0-3で敗れるも、ベスト4という好成績を残した。殊に、スウェーデン戦で出場停止から復帰したアンドレイ・アルシャヴィンは3試合の出場ながらもロシアの躍進の象徴となった。UEFAが選出する23人の優秀選手には、そのアルシャヴィンとロマン・パヴリュチェンコ、コンスタンティン・ジリャノフ、ユーリー・ジルコフの4人が選出された。
その後、ユーロ2008での主力が大半残り2010 FIFAワールドカップ出場を目指し予選に臨んだが、ロシアと同じグループに入ったドイツにホーム・アウェー共に惜敗し、グループ2位でスロベニアとのプレーオフに回った。前評判では有利と見られていたが、初戦のホームではMFディニャル・ビリャレトディノフの2得点で先行するものの、終了直前に痛恨のアウェーゴールを与えてしまう。アウェーでの試合ではスロベニアに先制されてしまい、後半から猛好を仕掛けるもののFWのアレクサンドル・ケルジャコフが一発レッドをもらい退場となった。試合終了間際にもMFユーリ・ジルコフが退場処分を受け1-0で敗戦、アウェーゴールの差で予選敗退となった。
UEFA EURO 2012のグループリーグでは第1戦でチェコに4－1で勝利し、次のポーランド戦では引き分けだったが、2試合を終えて勝ち点4とベスト8進出には有利な立場だった。しかし、第3戦でギリシャに敗れ、勝ち点は同じ4だったが直接対決の結果を優先する大会の規定によりグループA3位となり敗退となった。
2014 FIFAワールドカップ欧州予選は強豪ポルトガルと同組になったが首位で通過し、3大会ぶりの本大会出場を決めた。だが、本大会では2分1敗の成績でグループリーグ敗退となった。
UEFA EURO 2016は、4大会連続で本大会に出場したがグループリーグ1分け2敗の最下位で敗退した。
2018 FIFAワールドカップは地元開催となる為、2014年大会に続く2大会連続の出場となった。ロシアは大会前のFIFAランキングが出場32チームの中で最下位（70位）であったため、グループリーグ突破を不安視する声があったがグループAを2勝1敗の成績で2位となり、旧ソ連時代以来8大会ぶりとなるグループリーグ突破を果たした。決勝トーナメント1回戦では優勝候補の一角スペインに対し、PK戦の末勝利した。準々決勝のクロアチア戦では先制したものの追いつかれ、延長前半にドマゴイ・ヴィダのゴールでクロアチアに一度は逆転を許したものの、延長後半のマリオ・フェルナンデスのゴールで追いつき2戦連続のPK戦に持ち込んだ。しかし、延長後半に同点ゴールを決めたマリオ・フェルナンデスがPK戦で失敗するなどしたため3-4で敗れ、旧ソ連時代の1966年大会以来52年ぶりとなる準決勝進出を逃した。
1年延期されたUEFA EURO 2020は、5大会連続で本大会に出場したがグループリーグ1勝2敗の3位で敗退した。

### ウクライナ侵略による制裁後
ロシアによるウクライナ侵略に対してFIFA並びにUEFAがロシア代表へのFIFA主催大会並びにUEFA主催大会への参加停止を課したため、2022 FIFAワールドカップはヨーロッパ予選プレーオフでは制裁により不戦敗となり、3大会連続での出場は叶わなかった。UEFAネーションズリーグ2022-23でもリーグBグループ2に入っていたが、UEFAはロシア代表の参加を認めないことを発表したと同時に、グループ4位並びにリーグBの32位にする事を発表した。

## 成績

### FIFAワールドカップ
| 開催国 / 年 | 成績               | 試       | 勝       | 分       | 負       | 得       | 失       |
| ----------- | ------------------ | -------- | -------- | -------- | -------- | -------- | -------- |
| 1994        | グループリーグ敗退 | 3        | 1        | 0        | 2        | 7        | 6        |
| 1998        | 予選敗退           | 予選敗退 | 予選敗退 | 予選敗退 | 予選敗退 | 予選敗退 | 予選敗退 |
| 2002        | グループリーグ敗退 | 3        | 1        | 0        | 2        | 4        | 4        |
| 2006        | 予選敗退           | 予選敗退 | 予選敗退 | 予選敗退 | 予選敗退 | 予選敗退 | 予選敗退 |
| 2010        | 予選敗退           | 予選敗退 | 予選敗退 | 予選敗退 | 予選敗退 | 予選敗退 | 予選敗退 |
| 2014        | グループリーグ敗退 | 3        | 0        | 2        | 1        | 2        | 3        |
| 2018        | ベスト8            | 5        | 2        | 2        | 1        | 11       | 7        |
| 2022        | 出場停止           | 出場停止 | 出場停止 | 出場停止 | 出場停止 | 出場停止 | 出場停止 |
| 2026        | 出場停止           | 出場停止 | 出場停止 | 出場停止 | 出場停止 | 出場停止 | 出場停止 |
| 合計        | 出場4回            | 14       | 4        | 4        | 6        | 24       | 20       |

### UEFA欧州選手権
- 1996 - グループリーグ敗退
- 2000 - 予選敗退
- 2004 - グループリーグ敗退
- 2008 - ベスト4
- 2012 - グループリーグ敗退
- 2016 - グループリーグ敗退
- 2020 - グループリーグ敗退
- 2024 - 出場停止

## 歴代監督
- パヴェル・サディリン 1992-1994
- オレグ・ロマンツェフ 1994-1996, 1999-2002
- ボリス・イグナチェフ 1996-1998
- アナトリー・ブイショヴェツ 1998
- ヴァレリー・ガザエフ 2002-2003
- ゲオルギー・ヤルツェフ 2003-2005
- ユーリー・ショミン 2005
- アレクサンドル・ボロデュク 2006
- フース・ヒディンク 2006-2010
- ディック・アドフォカート 2010-2012
- ファビオ・カペッロ 2012-2015
- レオニード・スルツキー 2015-2016
- スタニスラフ・チェルチェソフ 2016-2021
- ヴァレリー・カルピン 2021-

## 歴代選手

### 主要大会のメンバー
| FIFAワールドカップ - 1994 FIFAワールドカップ参加チーム - 2002 FIFAワールドカップ参加チーム - 2014 FIFAワールドカップ参加チーム - 2018 FIFAワールドカップ参加チーム | UEFA欧州選手権 - UEFA EURO 1996参加チーム - UEFA EURO 2004参加チーム - UEFA EURO 2008参加チーム - UEFA EURO 2012参加チーム - UEFA EURO 2016参加チーム - UEFA EURO 2020参加チーム |

### 主な代表選手
GK
| - スタニスラフ・チェルチェソフ 1992-2002 - ドミトリー・ハーリン 1992-1998 - ルスラン・ニグマトゥーリン 2000-2002 | - ヴィアチェスラフ・マラフェエフ 2003-2012 - イゴール・アキンフェエフ 2004-2018 |

DF
| - ヴィクトル・オノプコ 1992-2004 - ユーリ・ニキフォロフ 1992-2002 - ドミトリー・フレストフ 1992-2002 - ユーリー・コフトゥン 1994-2003 - セルゲイ・イグナシェヴィッチ 2002-2018 | - ヴァシリ・ベレズツキー 2003-2016 - アレクセイ・ベレズツキー 2003-2016 - アレクサンドル・アニュコフ 2004-2013 - ユーリ・ジルコフ 2005-2018 - マリオ・フェルナンデス 2017-2021 |

MF
| - アンドレイ・カンチェルスキス 1992-1998 - ヴァレリー・カルピン 1992-2003 - アレクサンドル・モストヴォイ 1992-2004 - ドミトリー・アレニチェフ 1996-2005 - セルゲイ・セマク 1997-2010 - アレクセイ・スメルティン 1998-2007 - イーゴリ・セムショフ 2002-2012 - ウラジーミル・ビストロフ 2004-2013 - デニス・チェリシェフ 2012- | - ディニャル・ビリャレトディノフ 2005-2012 - コンスタンティン・ジリャノフ 2006-2012 - イゴール・デニソフ 2008-2016 - ロマン・シロコフ 2008-2016 - アラン・ジャゴエフ 2008-2018 - デニス・グルシャコフ 2011-2018 - アレクサンドル・サメドフ 2011-2018 - アレクサンドル・ゴロビン 2015- - アレクセイ・ミランチュク 2015- |

FW
| - ウラジーミル・ベスチャツニフ 1992-2003 - オレグ・サレンコ 1993-1994 - ドミートリー・シチョフ 2002-2010 - アレクサンドル・ケルジャコフ 2002-2015 - アンドレイ・アルシャヴィン 2002-2012 | - ロマン・パヴリュチェンコ 2003-2013 - パヴェル・ポグレブニャク 2006-2012 - アレクサンドル・ココリン 2011-2017 - アルテム・ジューバ 2011-2021 - フョードル・スモロフ 2012- |

## 歴代記録

### 出場数ランキング
2023年3月26日時点
| 順位 | 名前                         | 試合数 | 得点数 | 期間      |
| ---- | ---------------------------- | ------ | ------ | --------- |
| 1    | セルゲイ・イグナシェヴィッチ | 127    | 8      | 2002-2016 |
| 2    | イゴール・アキンフェエフ     | 111    | 0      | 2004–2018 |
| 3    | ヴィクトル・オノプコ         | 109    | 7      | 1992–2004 |
| 4    | ユーリ・ジルコフ             | 105    | 2      | 2005-2021 |
| 5    | ヴァシリ・ベレズツキー       | 101    | 5      | 2003–2016 |
| 6    | アレクサンドル・ケルジャコフ | 90     | 30     | 2002–2015 |
| 7    | アレクサンドル・アニュコフ   | 76     | 1      | 2004–2013 |
| 8    | アンドレイ・アルシャヴィン   | 74     | 17     | 2002–2012 |
| 9    | ヴァレリー・カルピン         | 72     | 17     | 1992–2003 |
| 10   | ウラジーミル・ベスチャツニフ | 71     | 26     | 1992–2003 |

### 得点数ランキング
2023年3月26日時点
| #  | 名前                         | 得点数 | 試合数 | 期間      | 得点率 |
| -- | ---------------------------- | ------ | ------ | --------- | ------ |
| 1  | アレクサンドル・ケルジャコフ | 30     | 90     | 2002–2016 | 0.33   |
| 1  | アルテム・ジューバ           | 30     | 55     | 2011-2021 | 0.55   |
| 3  | ウラジーミル・ベスチャツニフ | 26     | 71     | 1992–2003 | 0.37   |
| 4  | ロマン・パヴリュチェンコ     | 21     | 50     | 2003–2012 | 0.42   |
| 5  | ヴァレリー・カルピン         | 17     | 72     | 1992–2003 | 0.24   |
| 5  | アンドレイ・アルシャヴィン   | 17     | 74     | 2002–2012 | 0.23   |
| 7  | フョードル・スモロフ         | 16     | 44     | 2012-     | 0.36   |
| 8  | ドミートリー・シチョフ       | 15     | 47     | 2002–2010 | 0.32   |
| 9  | ロマン・シロコフ             | 13     | 56     | 2008–2016 | 0.23   |
| 10 | イーゴリ・コリヴァノフ       | 12     | 35     | 1992–1998 | 0.34   |
| 10 | アレクサンドル・ココリン     | 12     | 47     | 2011-2017 | 0.26   |
| 10 | デニス・チェリシェフ         | 12     | 33     | 2012-     | 0.36   |